# Patrera cita
Patrera cita là một loài nhện trong họ Anyphaenidae.
Loài này thuộc chi Patrera. Patrera cita được Eugen von Keyserling miêu tả năm 1891.